# ちゅうずもう
『ちゅうずもう』は、スタジオジブリ制作の日本の短編アニメーション映画。2010年公開。

## 概要
宮崎駿が企画し、脚本を担当したアニメーション映画である。アニメーターの山下明彦が監督に就任し、絵コンテなども併せて担当した。スタジオジブリにて制作され、三鷹の森ジブリ美術館にて2010年1月3日より公開された。本作品は、山下にとって初監督作品となった。また、三鷹の森ジブリ美術館で公開されるスタジオジブリ作品としては、4年ぶりの新作となった。
日本に古くから伝承されている民話『ねずみのすもう』をモチーフとした作品である。作品内には斜面に点在する畑など山村の景観が描かれているが、これらは長野県内の実際の風景を参考にしている。上映時間は13分ほどの短編だが、山下によると絵コンテだけでも3カ月を費やしている。公開に際しては、プロモーション活動の一環として、荒汐昌央率いる荒汐部屋の力士らを三鷹の森ジブリ美術館に招聘し、児童らと対戦する相撲大会が開催された。

## スタッフ
- 企画・脚本：宮崎駿
- 絵コンテ・監督：山下明彦
- 音楽：渡野辺マント
- 制作：スタジオジブリ